# Drevvassbygda
Drevvassbygda est une localité du comté de Nordland, en Norvège.

## Géographie
Administrativement, Drevvassbygda fait partie de la kommune de Vefsn.